# Цитидин
Цитидин — нуклеозид, образующийся при соединении цитозина с рибозой β-N1-гликозидной связью. Цитидин является компонентом РНК.
В случае, если цитозин присоединен к дезоксирибозе, нуклеозид называется дезоксицитидином.